# Long Dong Silver
Pour les articles homonymes, voir Dong.
Long Dong Silver, né Daniel Arthur Mead en 1960 à Londres, est un acteur de films pornographiques anglais originaire des Bermudes.

## Biographie
Il a acquis une certaine notoriété en jouant dans des films tournés aux États-Unis durant les années 1970 et 80, où il fut remarqué pour son pénis de 45,7 centimètres. Il est considéré comme acquis que son sexe était une prothèse. Son pseudonyme (littéralement, Silver la longue bite) était un jeu de mots autour du nom de Long John Silver, personnage de L'Île au trésor.
Il débute en 1978 dans le film Sex Freaks avec Vicki Scott, il apparait aussi dans Beauty and the Beast avec Seka.

## Filmographie
- Beauty and thé vert pour les filles  Beast (1982)
- Electric Blue 1 et 3 (1982)
- Porno Bizarr
- o (1995)